# ثبانگ (بوتان)
ثبانگ (به لاتین: Thebong) یک منطقهٔ مسکونی در بوتان (کشور) است که در Mongar District واقع شده‌است.